# Valangin
Valangin (toponimo francese; in tedesco Valendis, desueto) è una frazione di 526 abitanti del comune svizzero di Neuchâtel (Canton Neuchâtel); ha il titolo di città.

## Geografia fisica
Valangin si trova sulle colline che sorgono sulla sponda nordoccidentale del lago di Neuchâtel, all'imbocco settentrionale delle gole della Seyon.

## Storia

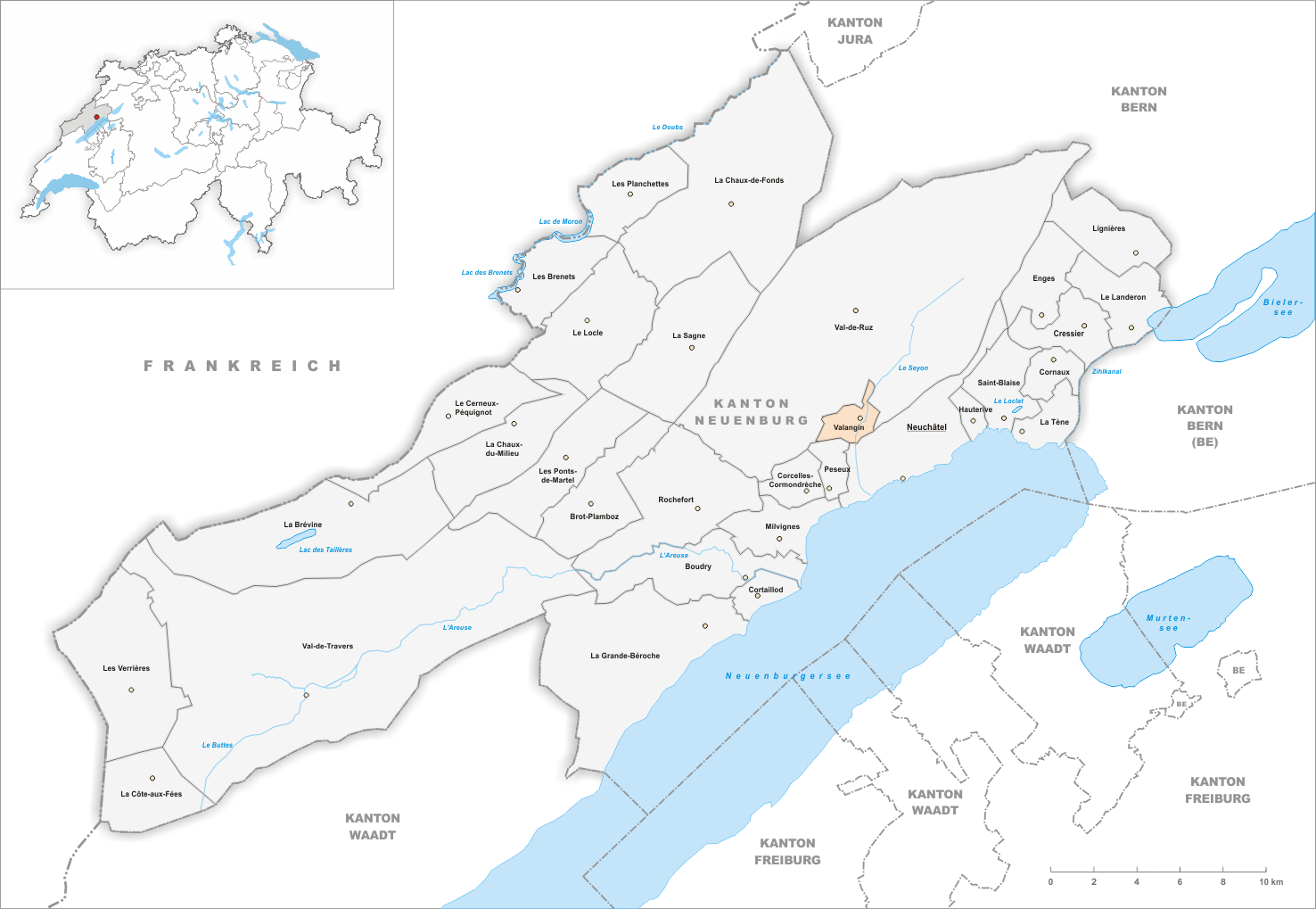
Il territorio del comune di Valangin prima degli accorpamenti comunali del 2021

Già comune autonomo che comprendeva anche la frazione di La Borcarderie e le tenute di Bussy e Le Sorgereux e che si estendeva per 3,77 km², in seguito all'esito favorevole del referendum del 25 ottobre 2020 il 1º gennaio 2021 è stato aggregato a quello di Neuchâtel assieme agli altri comuni soppressi di Corcelles-Cormondrèche e Peseux.

## Monumenti e luoghi d'interesse
- Collegiata di San Pietro, consacrata nel 1505[1];
- Castello di Valangin, costruito nel XII-XV secolo e ricostruito nel XIX-XX secolo[1];
- Rovine di una torre romanica dell'XI o XII secolo[1].

## Società

### Evoluzione demografica
L'evoluzione demografica è riportata nella seguente tabella:
Abitanti censiti

## Economia
Valangin è un paese prevalentemente residenziale.

## Infrastrutture e trasporti
Valangin è servito dall'omonima uscita sull'autostrada A20.